# Pseudogiria hypographa
Pseudogiria hypographa là một loài bướm đêm trong họ Noctuidae.